# Gethin Jenkins
Gethin Jenkins (ur. 17 listopada 1980 w Llantwit Fardre) – walijski rugbysta, występujący na pozycji filara młyna w zespole Cardiff Blues oraz w reprezentacji kraju. Triumfator Pucharu Sześciu Narodów i Wielkiego Szlema, zdobywca czwartego miejsca na Pucharze Świata w Rugby 2011, trzykrotny uczestnik tournée British and Irish Lions. Rekordzista pod względem liczby występów w walijskiej reprezentacji.
Jego podstawową pozycją był lewy filar młyna, choć w trakcie kariery występował w razie konieczności również po prawej stronie młynarza. Jego styl gry wyróżniała duża ilość pracy podczas meczu i szukanie okazji w otwartej grze – jak nakrywanie kopów rywali, wymuszanie strat czy walka w przegrupowaniach – charakteryzująca raczej zawodników na pozycji rwacza.

## Kariera klubowa
W rugby zaczął grać w wieku trzynastu lat, uczęszczał wówczas do Bryn Celynnog Comprehensive School z Michaelem Owenem i reprezentował ją w ogólnowalijskich szkolnych rozgrywkach. Trenował jednocześnie w lokalnym klubie Beddau RFC grając początkowo na pozycji rwacza. Przeszedł następnie testy w juniorskich drużynach Pontypridd RFC i trafił do pierwszej linii młyna. Odnosił sukcesy z klubowymi zespołami U-18 i U-21, pełniąc również rolę ich kapitana, a dzięki podwójnej rejestracji występował dla seniorskiego zespołu Treorchy RFC. W tym czasie grywał również w rugby league w zespole Cardiff Demons, z którym w 1998 roku dotarł do finału rozgrywek Second Division.
Trenował także z seniorską drużyną Pontypridd, a do pierwszego składu po raz pierwszy trafił w 2001 roku. W 2003 roku klub ten połączył się z Bridgend RFC tworząc Celtic Warriors i Jenkins znalazł się w jego składzie. Po jednym sezonie zespół ten uległ rozwiązaniu i w czerwcu 2004 roku ogłoszono przejście Jenkinsa do Cardiff Blues. Zawodnik przedłużał kilkukrotnie kontrakt, z ważnością ostatniego z nich upływającą z końcem sezonu 2011/2012. Z zespołem zdobył w tym czasie Anglo-Welsh Cup w sezonie 2008/2009, a rok później poprowadził go do triumfu w European Challenge Cup.
Jeszcze w listopadzie 2011 roku oznajmił, iż otwarty jest na propozycje z zagranicy, a zainteresowanie wyraziły USA Perpignan, Bath i RC Toulonnais. W lutym 2012 roku zdecydował się przyjąć dwuletnią ofertę z tego ostatniego. Drużyna triumfowała w Pucharze Heinekena i dotarła do finału Top 14, lecz podstawowym zawodnikiem na tej pozycji był Andrew Sheridan. Jenkins postanowił zatem po roku we Francji powrócić do Cardiff i już w kwietniu 2014 roku zaliczył setny występ w Pro12.

## Kariera reprezentacyjna
Reprezentował Walię w kategoriach U-18, U-19 oraz U-21 i w tej ostatniej został wybrany najlepszym zawodnikiem roku 2001. W tym samym roku zagrał w ramach seniorskiej kadry A przeciw Urugwajowi.
W 2002 roku ówczesny selekcjoner walijskiej reprezentacji, Steve Hansen, powołał go na tournée do RPA. Nie zagrał jednak wówczas w żadnym meczu – zadebiutował jednak pod koniec roku w meczu z Rumunią. Po trzech występach z ławki rezerwowych Puchar Sześciu Narodów 2003 kończył już jako podstawowy filar młyna, imponując postawą przed zbliżającym się Pucharem Świata 2003. Znalazł się w składzie na ten turniej i zagrał we wszystkich pięciu spotkaniach zakończonej na ćwierćfinale kampanii Walijczyków.
Zagrał we wszystkich meczach Pucharu Sześciu Narodów 2005, a Walijczycy zdobyli wówczas pierwszego Wielkiego Szlema od 1978 roku. Wyróżniający się w tym turnieju Jenkins w decydującym spotkaniu turnieju nakrył kopnięcie Ronana O’Gary, po czym przejął piłkę i przyłożył ją w polu punktowym rywali. W drugiej części sezonu został wybrany do zespołu British and Irish Lions udającego się na tournée do Nowej Zelandii, gdzie wystąpił w siedmiu spotkaniach, w tym we wszystkich trzech przegranych testmeczach. Po opuszczeniu listopadowych meczów kadry powrócił do niej na Puchar Sześciu Narodów 2006.
Wybrany do składu na Puchar Świata 2007 wystąpił we wszystkich czterech meczach, a jego zespół niespodziewanie zakończył swój udział w turnieju na fazie grupowej. W listopadzie tego roku po raz pierwszy został kapitanem narodowej reprezentacji, sto dwudziestym piątym w historii, gdy poprowadził Walijczyków w meczu ze Springboks. Po objęciu funkcji selekcjonera przez Warrena Gatlanda Jenkins został relegowany na ławkę rezerwowych, jednak po dwóch meczach powrócił do wyjściowego składu, a niepowodzenie na Pucharze Świata reprezentacja Walii powetowała sobie w Pucharze Sześciu Narodów 2008, zwyciężając w tych zawodach i zdobywając kolejnego Wielkiego Szlema. W czerwcu tego roku pobił rekord Garina Jenkinsa w liczbie występów w kadrze zawodnika z pierwszej linii młyna.
W 2009 roku udał się na kolejne tournée Lions, tym razem do RPA, gdzie był preferowany w wyjściowym składzie przed Andrew Sheridanem. Zebrał dobre opinie w pierwszym testmeczu, w drugim po raz pierwszy od 1955 roku pierwsza linia młyna składała się z samych Walijczyków. Doznał w nim po zderzeniu z Bryanem Habaną złamania kości policzkowej, które wyeliminowało go z trzeciego testmeczu. Pod koniec roku ponownie otrzymał opaskę kapitana reprezentacji i poprowadził zespół w meczu z Wallabies. Pomiędzy 2003 a 2009 roku znajdował się w meczowym składzie każdego ze spotkań Pucharu Sześciu Narodów, passa ta skończyła się, gdy z powodu kontuzji wycofał się z otwierającego Puchar Sześciu Narodów 2010 meczu z Anglią. Ostatecznie zagrał tylko w dwóch meczach, opuścił czerwcowe spotkania kadry i połowę listopadowych, a następnie cały Puchar Sześciu Narodów 2011, gdy zdecydował się na operację.
Pomimo braku ogrania zawodnik otrzymał od selekcjonerów zapewnienie, że znajdzie się w składzie na rozegrany w Nowej Zelandii Puchar Świata w Rugby 2011. Nowy uraz spowodował, że nie zagrał w ostatnich przedturniejowych sprawdzianach oraz otwierającym turniej meczu z RPA, wystąpił jednak w pozostałych sześciu. Przejął rolę kapitana po czerwonej kartce Sama Warburtona w przegranym półfinale z Francją i zachował ją na również przegrany mecz o trzecie miejsce z Australią. Zmotywowani rozczarowującą końcówką Pucharu Świata Walijczycy w Pucharze Sześciu Narodów 2012 zdobyli trzeciego Wielkiego Szlema w ciągu ośmiu lat. Uczestnicy tych trzech triumfów – Jenkins, Ryan Jones i Adam Jones – dołączyli tym wyczynem do takich legend walijskiego rugby jak J.P.R. Williams, Gerald Davies i Gareth Edwards. Reprezentacja obroniła to trofeum w następnym roku, w decydującym meczu pokonując Anglików. Zmagający się z kontuzją Jenkins był kapitanem w jednym z meczów, podobnie jak rok wcześniej.
Przez Warrena Gatlanda został wybrany do udziału tournée British and Irish Lions 2013. Z otwierającego serię spotkania z Barbarians wyeliminowała go kontuzja, która ostatecznie zmusiła go do powrotu do domu bez udziału w żadnym meczu. W meczu ze Szkotami podczas Pucharu Sześciu Narodów 2014 swoim 105 testmeczem pobił rekord Stephena Jonesa w liczbie występów w walijskiej reprezentacji. W listopadzie 2014 roku na mecz z Fidżi ponownie został kapitanem kadry, opuścił także wówczas jedno ze spotkań, podobnie jak w najbliższym Pucharze Sześciu Narodów z powodu urazu ścięgna. W czerwcu 2015 roku został wymieniony w szerokiej kadrze na zbliżający się Puchar Świata.

## Sukcesy
- Puchar Sześciu Narodów: 2005, 2008, 2012, 2013
- Wielki Szlem: 2005, 2008, 2012
- Puchar Heinekena: 2012/2013
- European Challenge Cup: 2009/2010
- Anglo-Welsh Cup: 2008/2009